# Korfu (Stadt)
Die Stadt Korfu (griechisch Κέρκυρα Kerkyra (f. sg.)) ist der Hauptort der gleichnamigen griechischen Insel Korfu. Die Stadtbewohner werden wie die Inselbewohner Korfioten genannt. Sie hat 40.047 Einwohner (2021) und ist Verwaltungssitz der Gemeinde Kendriki Kerkyra ke Diapondia Nisia. Die Stadt liegt an der Ostküste auf einem nach Nordwesten abfallenden Vorgebirge, besitzt einen internationalen Flugplatz und verfügt über einen sicheren Hafen, der durch Schifffahrtslinien mit Brindisi, Venedig (Italien), Patras und Igoumenitsa sowie Saranda (Albanien) in Verbindung steht.

## Geschichte
Antike (ab ca. 8. Jh. v. Chr.)
Ca. 590 v. Chr. wurde im antiken Kerkyra der Artemis-Tempel erbaut, von dem nur noch wenige Reste erhalten sind. Sie wurde in einem berühmten Konflikt zwischen Korfu und Korinth verwickelt, der als ein Auslöser des Peloponnesischen Kriegs (431–404 v. Chr.) gilt.
Römische und Byzantinische Zeit (229 v. Chr. – 13. Jh.)
Als erste griechische Stadt wurde Korfu 229 v. Chr. Teil des Römischen Reich. Nach der Teilung des Reiches wurde sie Teil des Oströmischen (Byzantinischen) Reiches.
Mittelalter – Venezianische Herrschaft (1386–1797)
Nach einer kurzen Episode unter normannischer, sizilianischer und genuesischer Kontrolle schloss sich Korfu 1386 freiwillig der Republik Venedig an. Die Venezianer bauten Festungen (z. B. die Alte und Neue Festung in Korfu-Stadt) und prägten die Kultur, Sprache und Architektur stark. Diese Periode war vergleichsweise friedlich und wohlhabend, besonders im Vergleich zu anderen griechischen Regionen, die unter osmanischer Herrschaft standen.
1716 erfolgte eine Belagerung durch osmanische Truppen, die von Johann Matthias von der Schulenburg, der in venezianischen Diensten stand, erfolgreich abgewehrt wurde.
Napoleonische und Britische Zeit (1797–1864)
Nach dem Fall Venedigs kam Korfu kurzzeitig unter französische Kontrolle (1797–1799). Es folgten die Russisch-Ottomanische Kontrolle (1799–1807) und dann erneut die Franzosen (1807–1814).
1815 wurde Korfu zur Hauptstadt der unabhängigen Ionischen Inselrepublik als Teil der Britischen Protektoratszone „Ionischen Inseln“. Die Briten verbesserten die Infrastruktur und führten westliche Verwaltungssysteme ein. Auch das erste griechische Parlament der Neuzeit, das Ionische Parlament, wurde auf Korfu 1855 errichtet. Die 1824 gegründete Ionische Universität ist die älteste der neuzeitlichen griechischen Universitäten.
Moderne – Vereinigung mit Griechenland (1864)
1864 wurden die Ionischen Inseln, damit auch die Stadt Korfu, an Griechenland übergeben – ein Geschenk der Briten zur Krönung von König Georg I. von Griechenland. Seitdem ist Korfu fest in den griechischen Staat integriert, spielte aber weiterhin eine besondere kulturelle Rolle – z. B. als Sommerresidenz europäischer Adeliger.
20. Jahrhundert
Im Zweiten Weltkrieg wurde Korfu mehrfach bombardiert, u. a. durch italienische und deutsche Truppen. Ein Teil der historischen Altstadt wurde stark zerstört. Korfu verlor unter anderem das Stadttheater von Korfu, welches nach dem Vorbild der Mailänder Scala nachempfunden wurde. Nach dem Krieg erholte sich die Insel wirtschaftlich besonders durch den Tourismus und wurde ein beliebtes Ziel europäischer Reisender.
2007 wurde die Altstadt in die UNESCO-Liste des Weltkulturerbes aufgenommen.

## Berühmte Einwohner
- Matthias Johann von der Schulenburg (1661–1747), Generalfeldmarschall im Dienste der Republik Venedig
- Spyridon Xyndas (1812–1896), Komponist
- Napoleon Lambelet (1864–1932), griechisch-britischer Komponist
- Georg von Griechenland (1869–1957), Prinz von Griechenland und Dänemark, geboren auf Korfu im Schloss Mon Repos.
- Sophie von Griechenland (1914–2001), Schwester von Philip, Duke of Edinburgh
- Prinz Philip, Duke of Edinburgh (1921–2021), Prinzgemahl der britischen Königin Elisabeth II.
- Georgios Metallinos (1940–2019), orthodoxer Theologe, Priester, Historiker, Autor und Universitätsprofessor
- Ioannis Spiteris (* 1940), römisch-katholischer Erzbischof von Korfu
- Aristidis Baltas (* 1943), Wissenschaftler und Politiker
- Ronnith Neumann (* 1948), deutsch-israelische Schriftstellerin und Fotografin
- Alexia von Griechenland (* 1965), Prinzessin von Griechenland, geboren auf Korfu im Schloss Mon Repos.
- Konstantinos Tsilimparis (* 1979), Handballtorwart
- Gaios Skordilis (* 1987), Basketballspieler
- Eleni Dika (* 1995), rhythmische Sportgymnastin

## Sehenswürdigkeiten
- Artemistempel
- Alte Festung

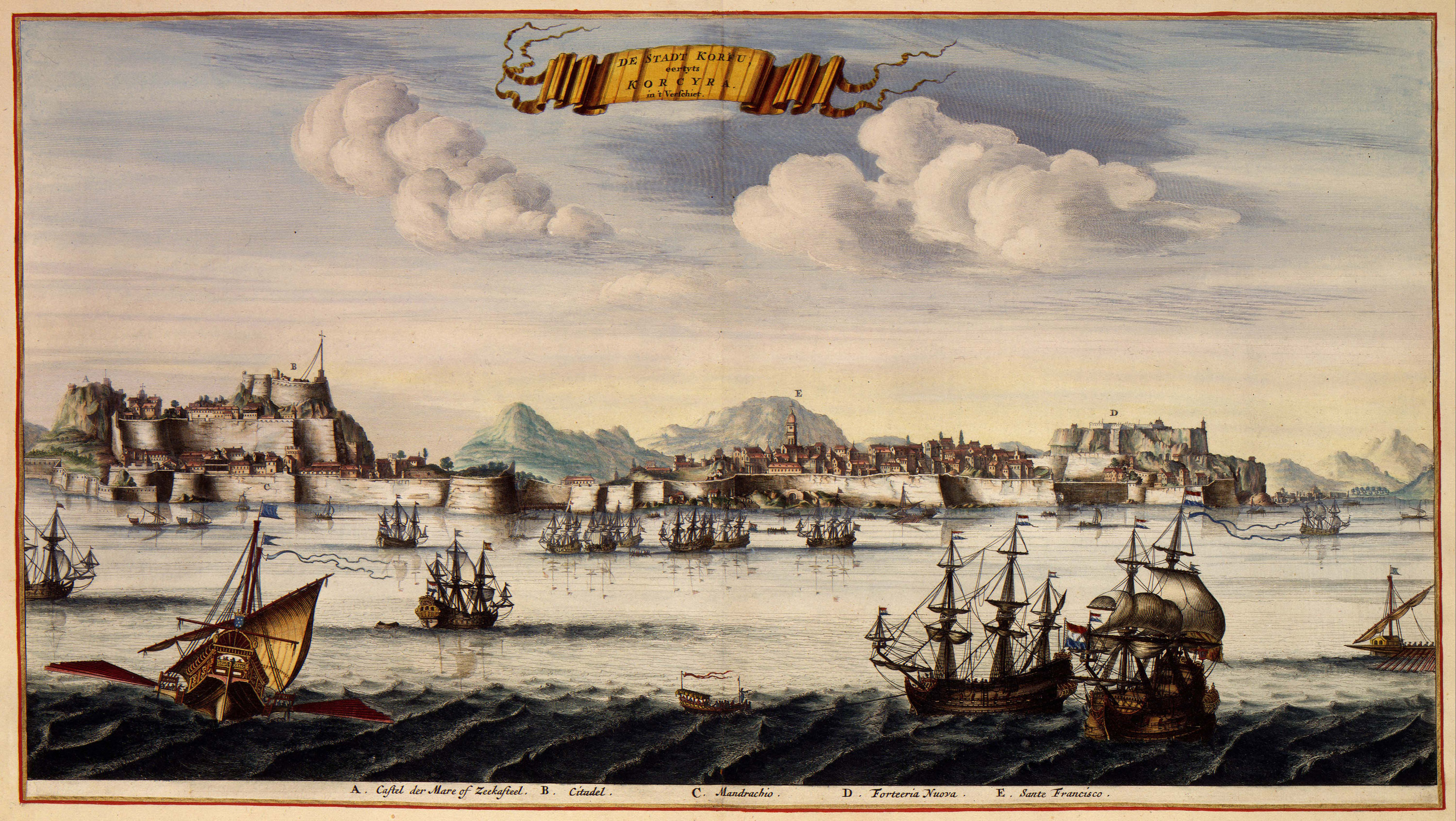
Ansicht von 1790

Die alte Festung (Palaió Froúrio) wurde im 16. Jahrhundert von den Venezianern erbaut. Um die Festung zu sichern wurde ein Kanal zwischen schützenden Mauern und dem angrenzenden Festland gegraben. Die Festung beherbergte zunächst die ganze Stadt, bis sich diese schließlich Richtung Westen ausdehnte.
- Neue Festung

Baubeginn 1576, Bauende 1645. Es sollen viele unterirdische Gänge unter der Neuen Festung verlaufen, die bis zur Alten Festung reichen und diese miteinander verbinden.
- Alter Palast (1819–1823 erbaut)
- Agios-Spyridonas-Kirche
- Agios-Jason-Sossipatros-Kirche

Die Agios-Jason-Sossipatros-Kirche wurde im 11. Jahrhundert erbaut. Sie ist zwei Missionaren geweiht, die das Christentum auf der Insel Korfu verbreiteten.
- Platia Dimarchiu
- Große Platia
- Halbinsel Kanoni mit Blick auf die Klosterinsel Vlacherna und „Mäuseinsel“ Pondikonisi

## Weltkulturerbe
Die Altstadt mit einer Fläche von 70 Hektar wurde 2007 zum Weltkulturerbe erklärt. Die Eintragung erfolgte aufgrund des Kriteriums iv.

## Museen
- Archäologisches Museum
- Banknotenmuseum
- Byzantinisches Museum
- Museum für Asiatische Kunst (Korfu) – umfangreiche historische Sammlung, seit 1927 im St. Michael & St. George Palais

## Partnerstädte
- Kruševac, Serbien
- Paphos, Zypern
- Famagusta, Zypern
- Meißen, Deutschland
- Troisdorf, Deutschland
- Brindisi, Italien
- Carovigno, Italien
- Verona, Italien[3]
- Saranda, Albanien

## Abbildungen

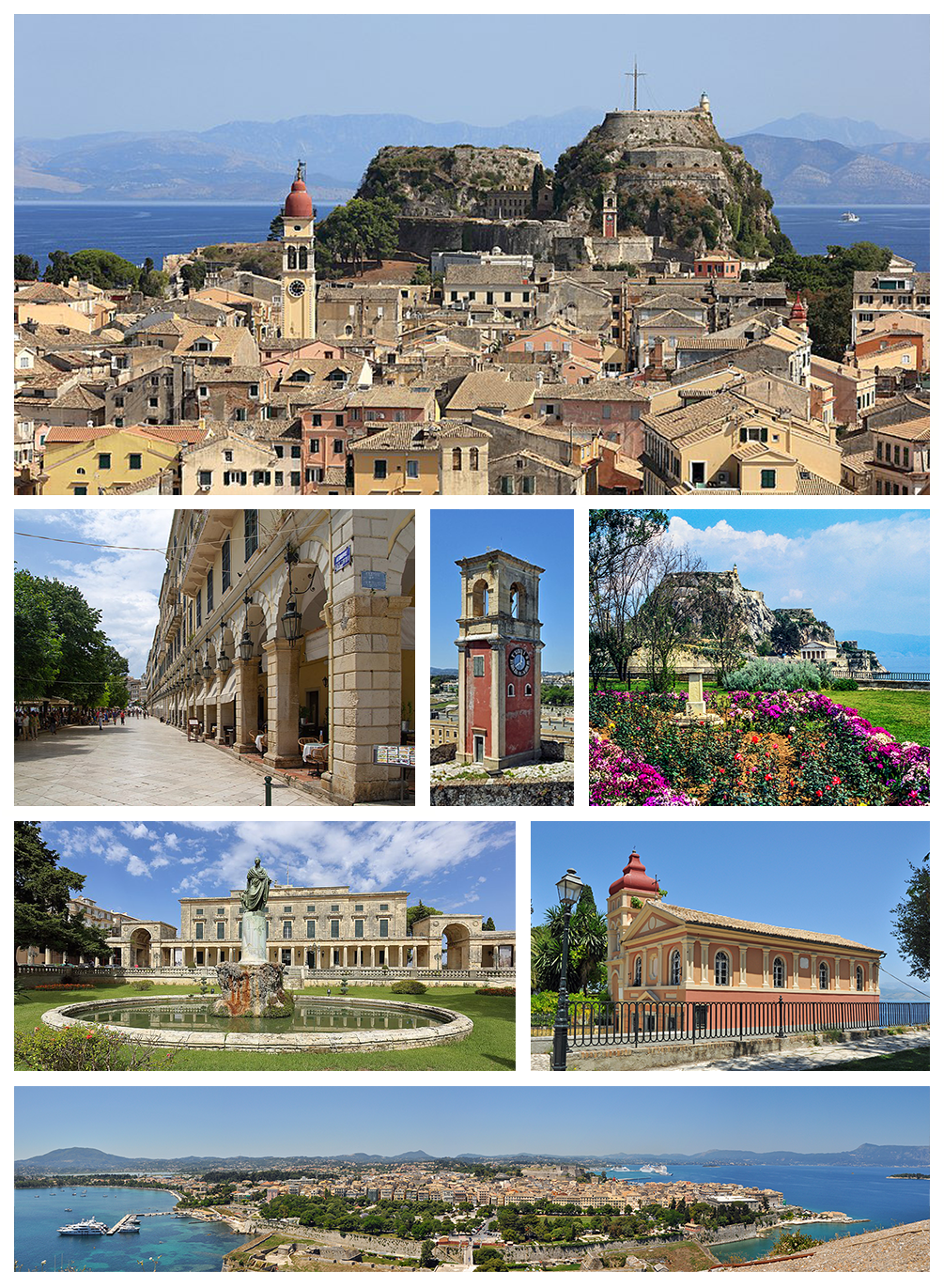
Korfu
Neue Festung
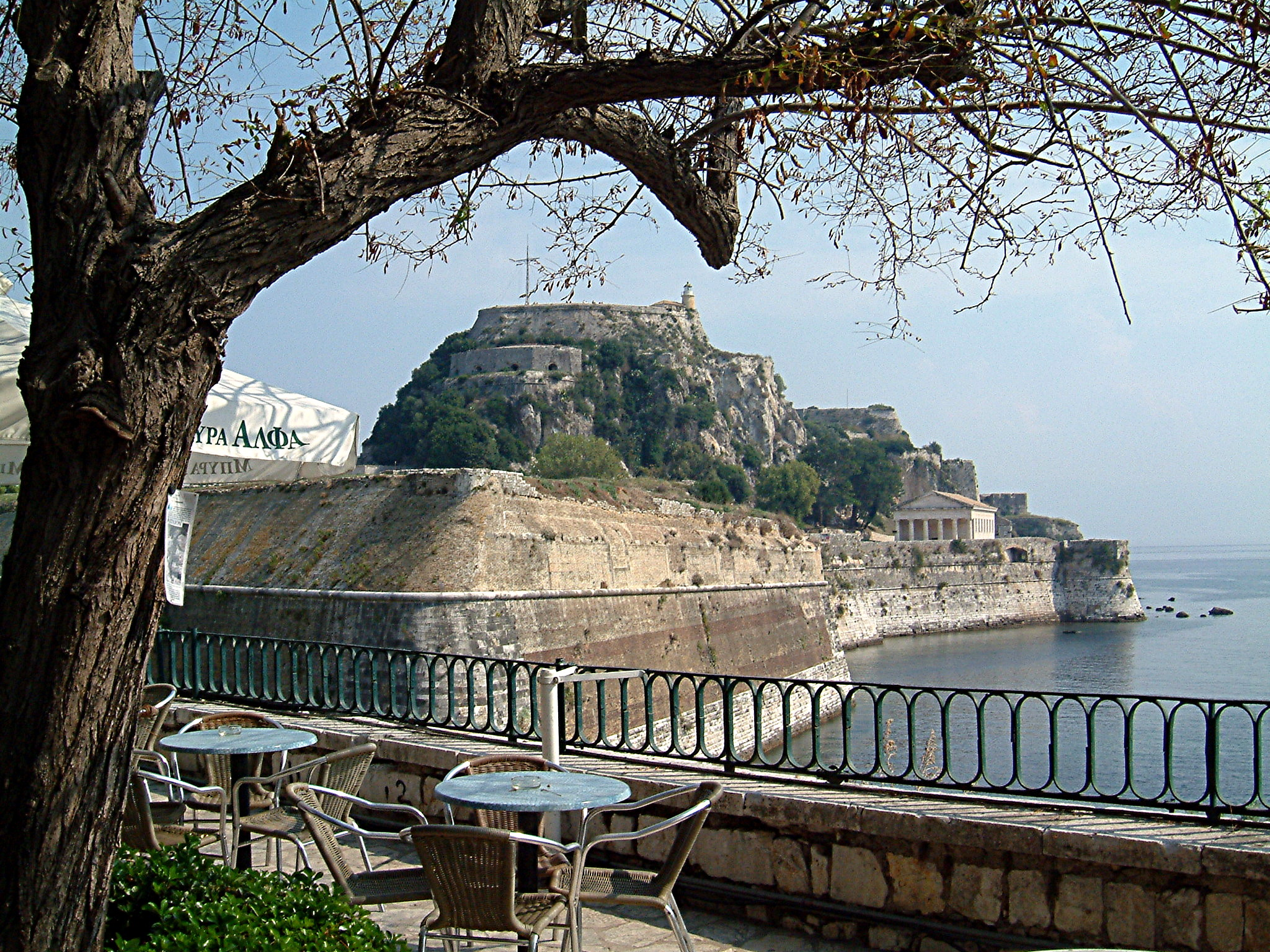
Alte Festung
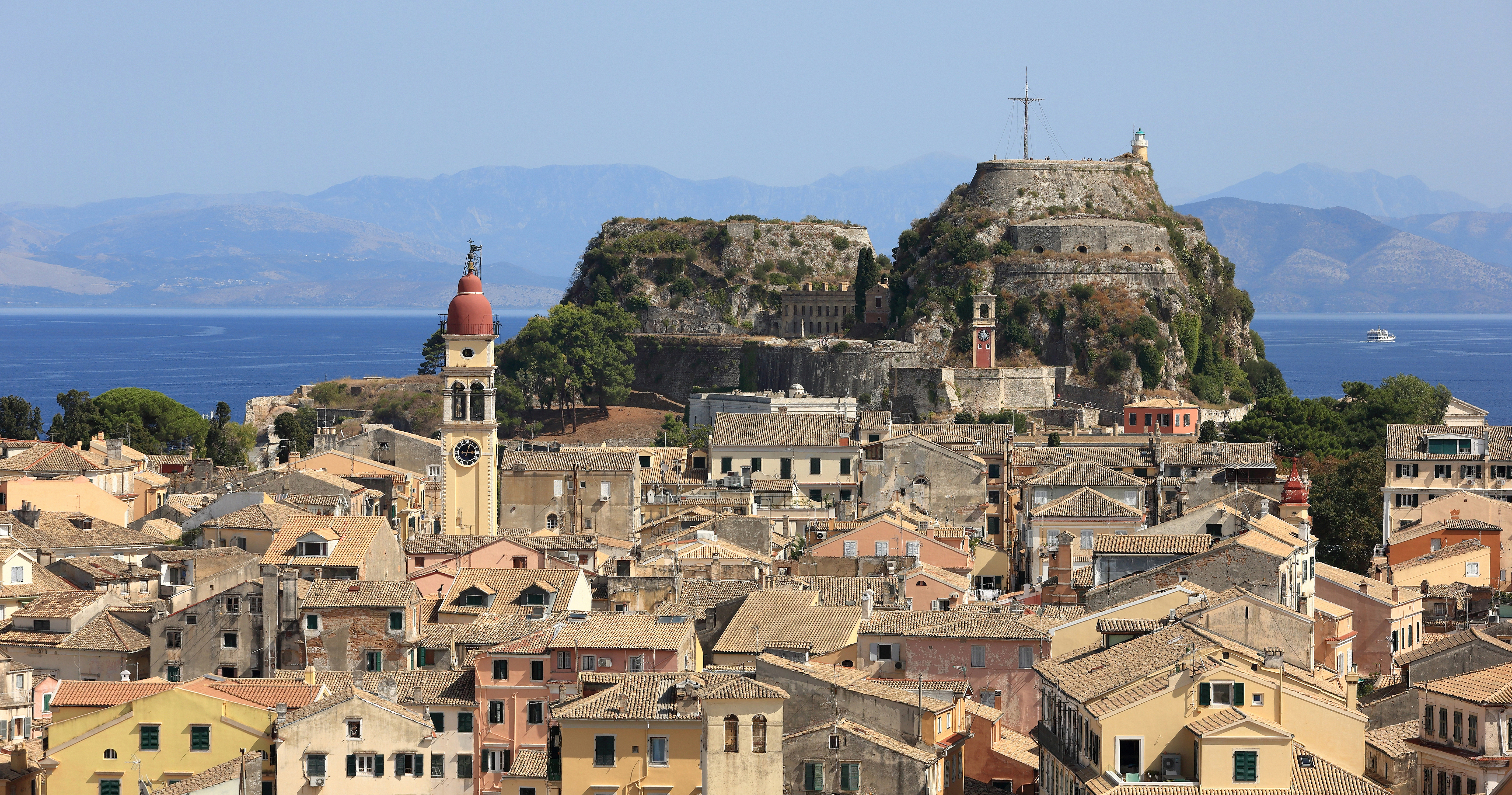
Altstadt und alte Festung
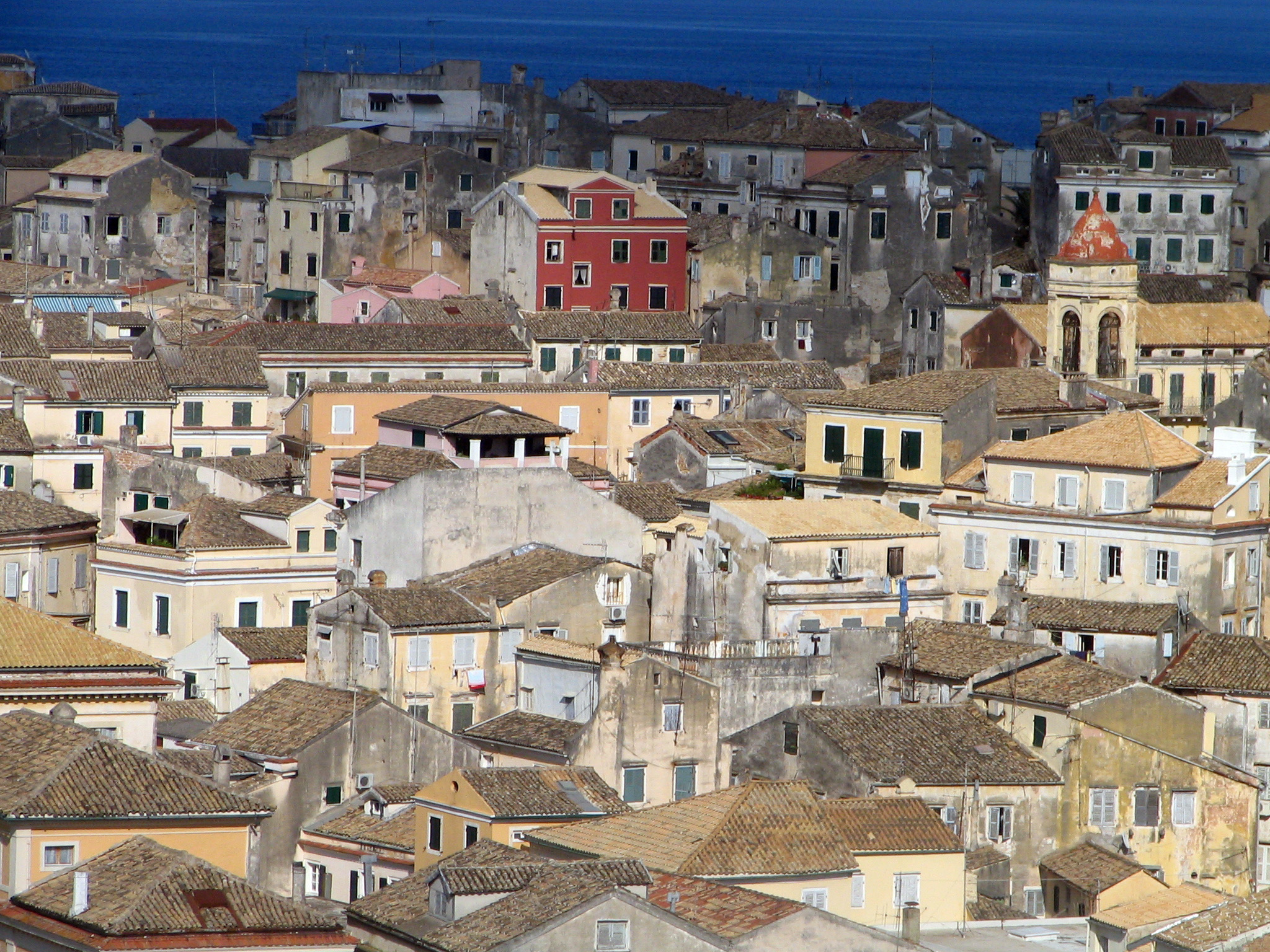
Blick auf die Altstadt
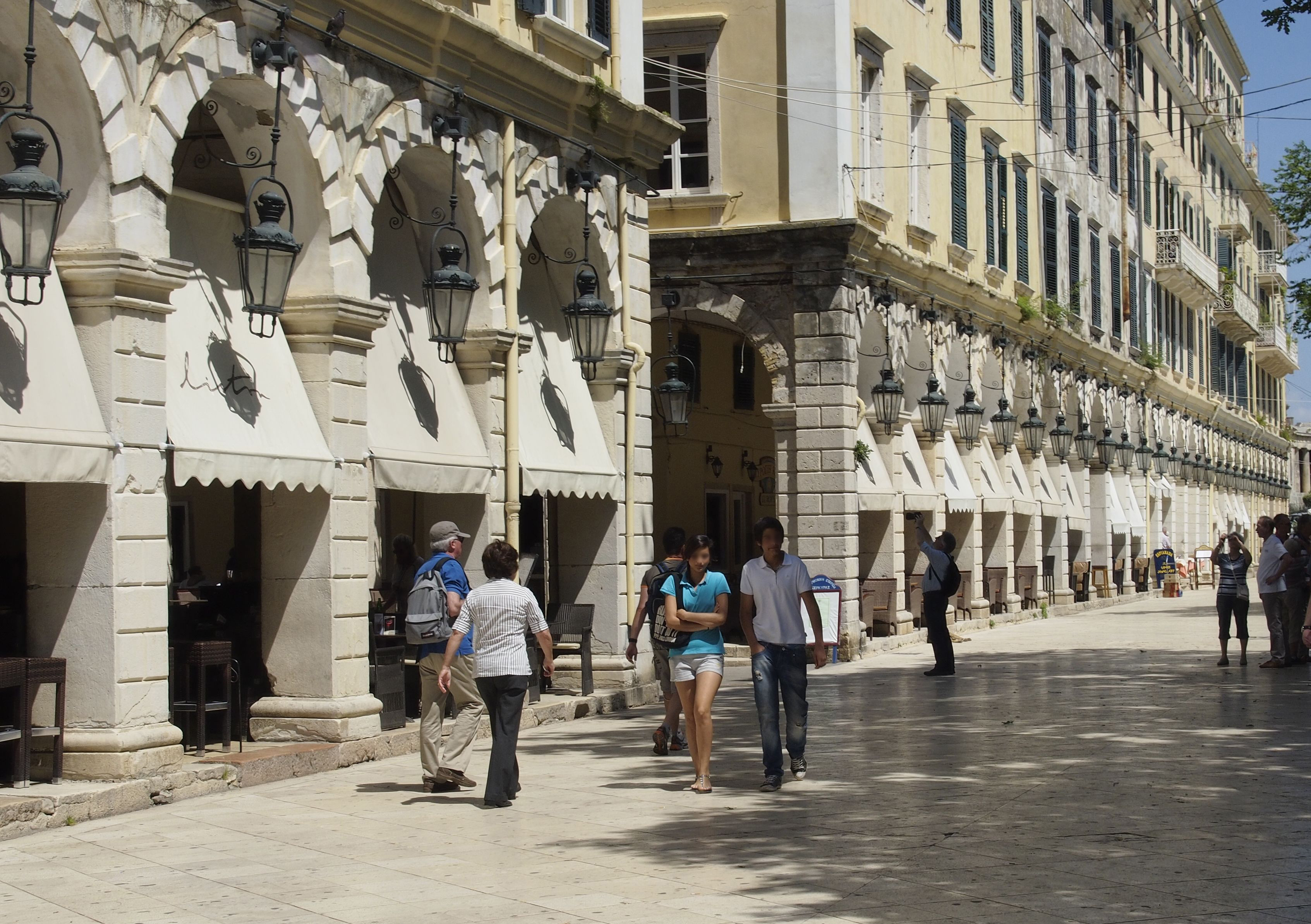
Der Liston – eine Arkadenstraße
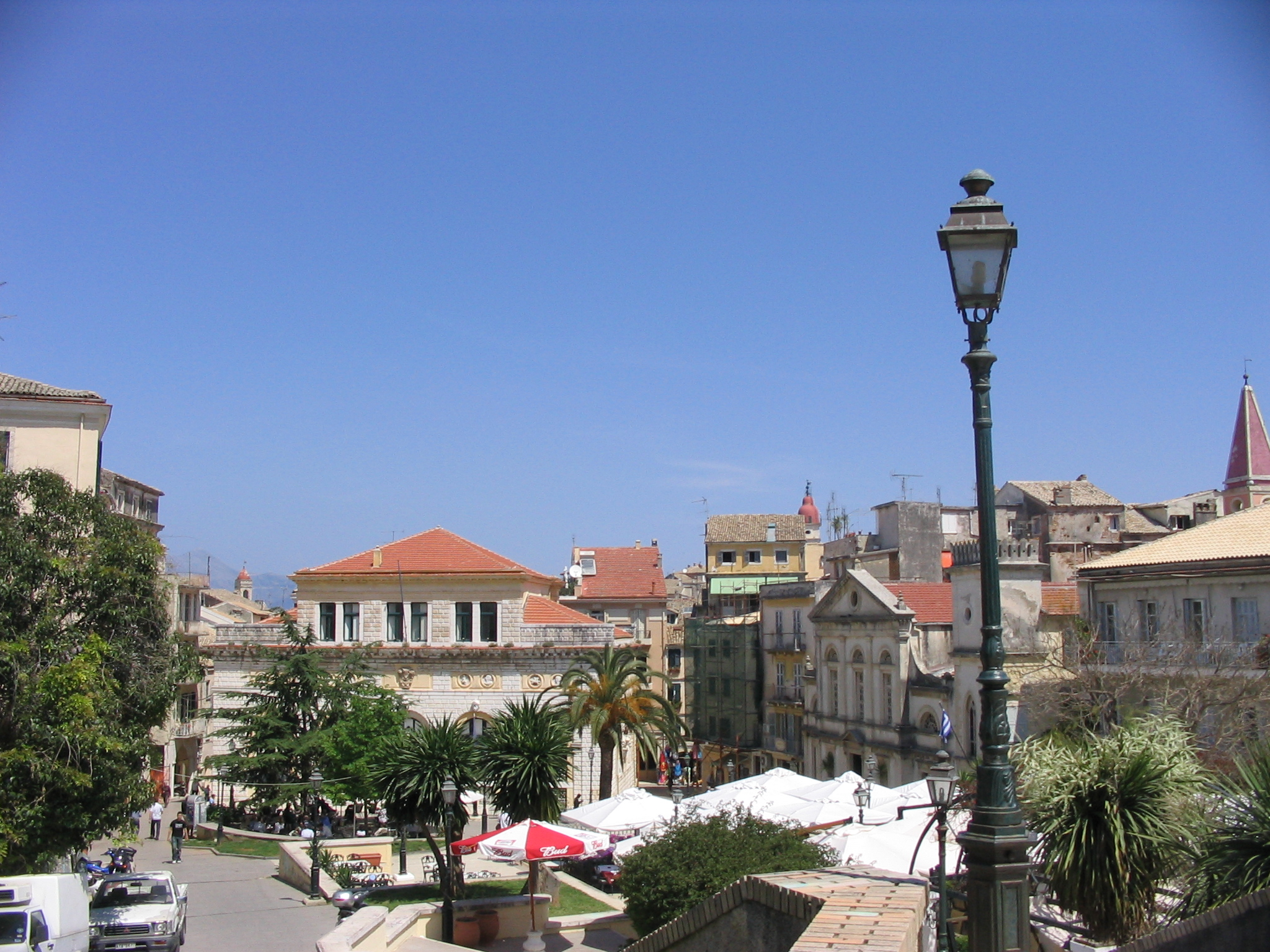
Rathausplatz (Plateia Dimarchiou)
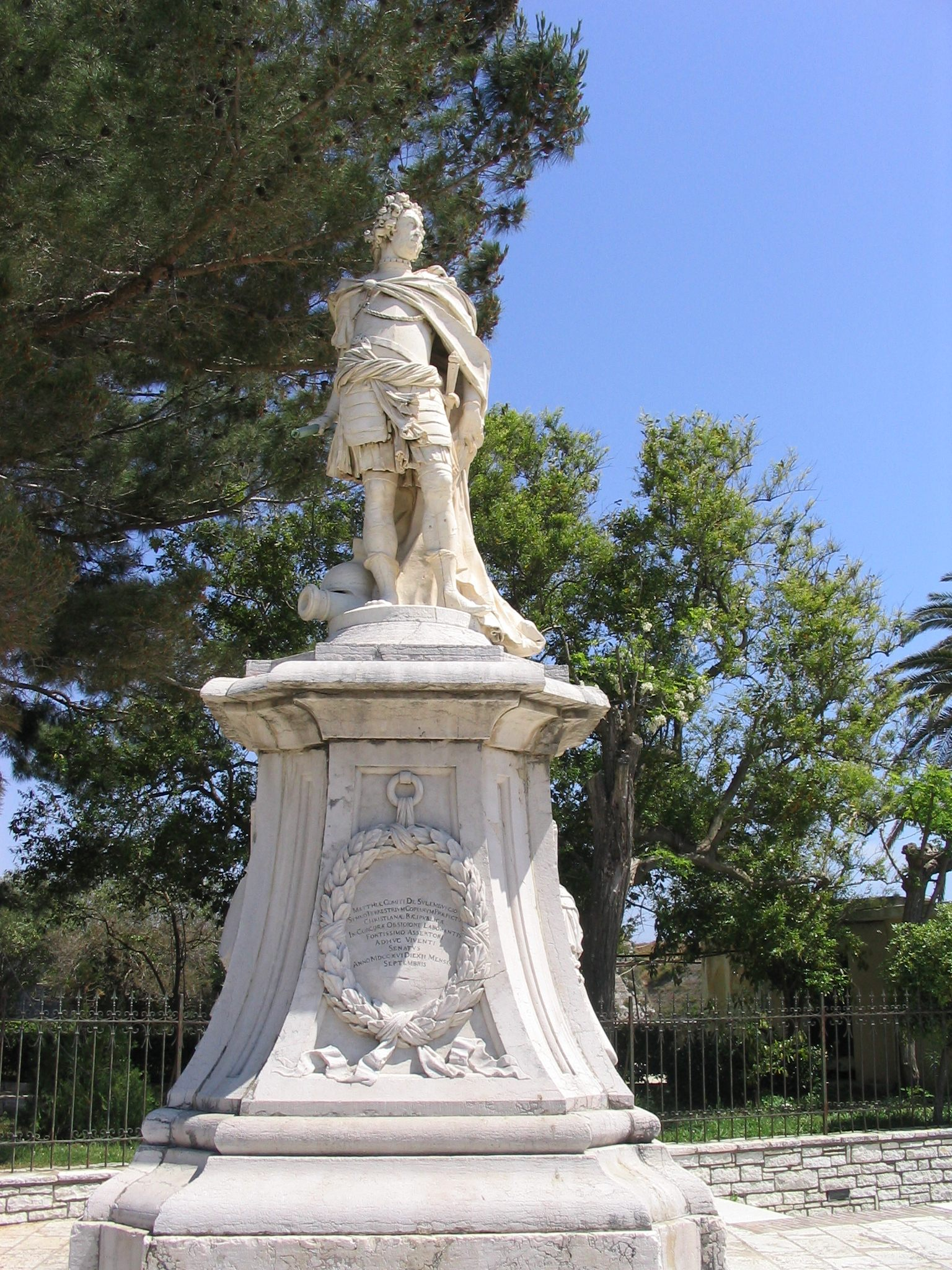
Denkmal Schulenburgs
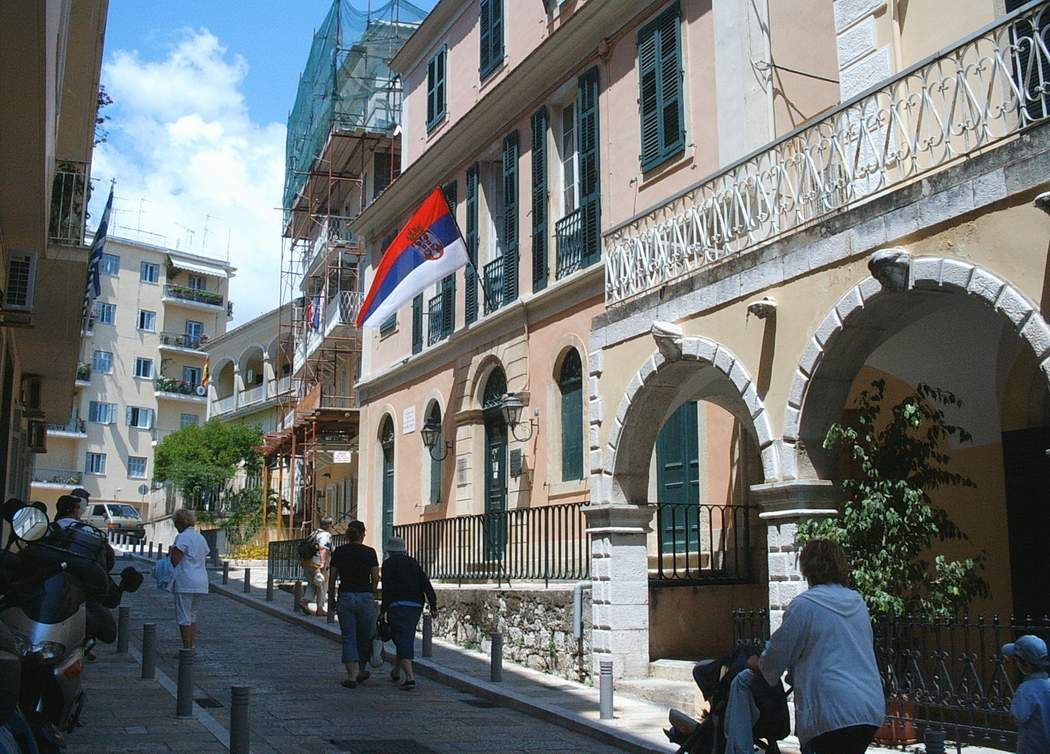
Serbisches Museum
Denkmal Kapodistrias mit Blick auf die Alte Festung
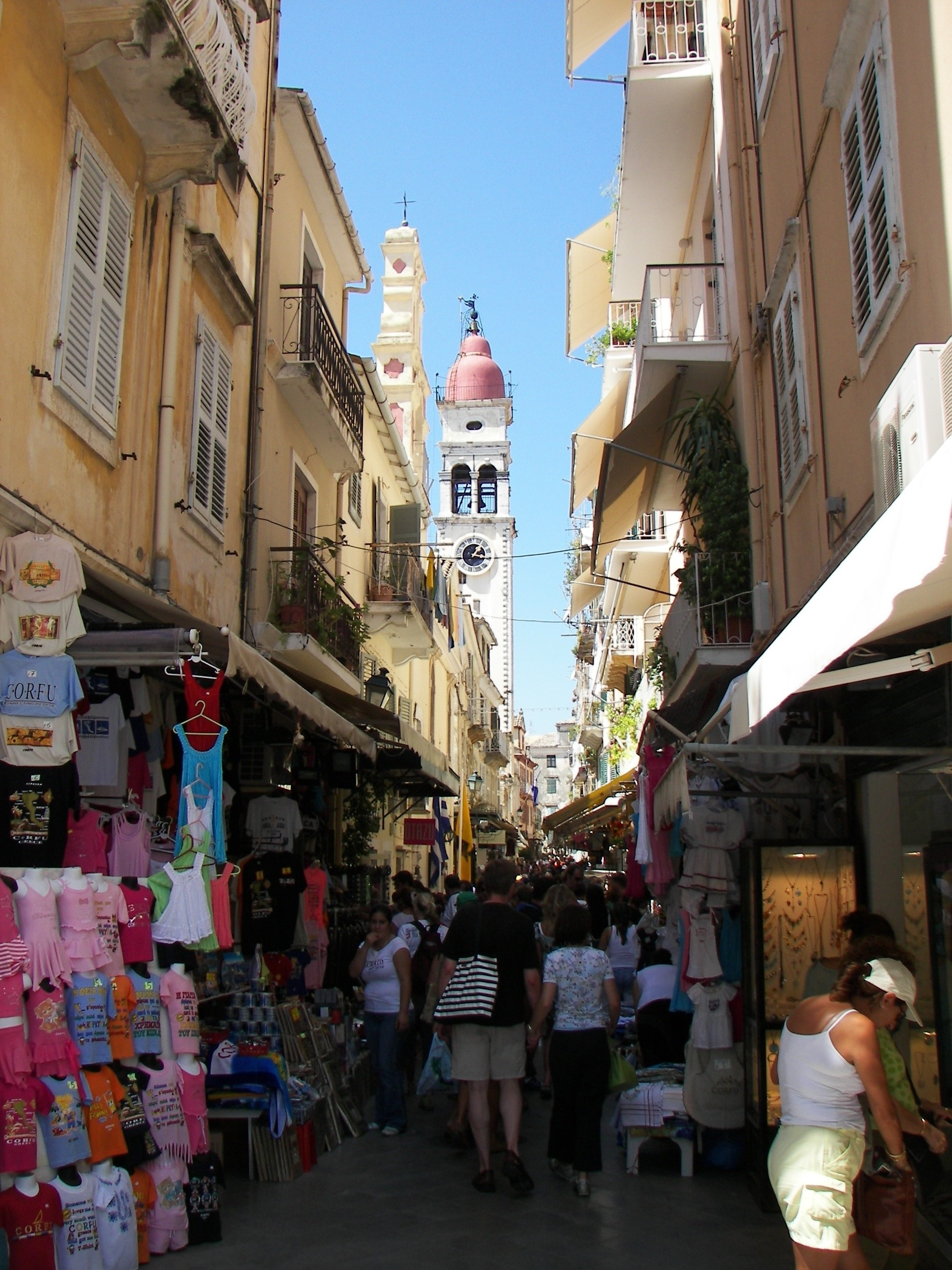
St.-Spyridon-Kirche
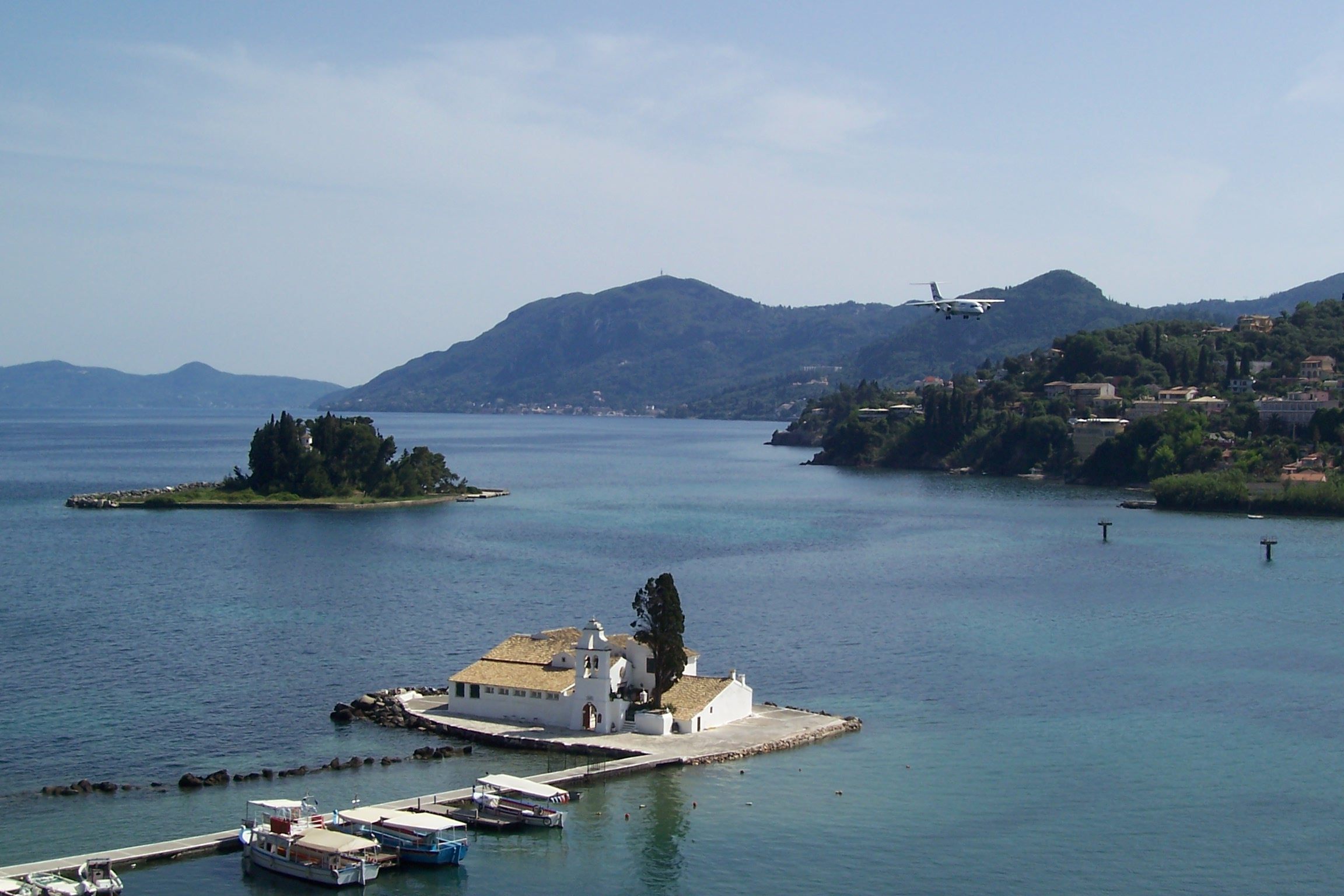
Klosterinsel Vlacherna und „Mäuseinsel“ Pondikonisi. Ein Flugzeug setzt zur Landung auf dem angrenzenden Flughafen an.

## Klimatabelle
|                       | Jan  | Feb  | Mär  | Apr  | Mai  | Jun  | Jul  | Aug  | Sep  | Okt  | Nov  | Dez  |   |      |
| Mittl. Tagesmax. (°C) | 13,9 | 14,2 | 16,2 | 19,2 | 23,8 | 27,9 | 30,9 | 31,1 | 27,8 | 23,2 | 18,8 | 15,4 | ⌀ | 21,9 |
| Mittl. Tagesmin. (°C) | 5,1  | 5,7  | 6,8  | 9,3  | 12,9 | 16,4 | 18,3 | 18,6 | 16,5 | 13,4 | 9,8  | 6,7  | ⌀ | 11,7 |
|                       |      |      |      |      |      |      |      |      |      |      |      |      |   |      |
| Niederschlag (mm)     | 132  | 136  | 98   | 62   | 36   | 14   | 7    | 18   | 75   | 148  | 181  | 180  | Σ | 1087 |
|                       |      |      |      |      |      |      |      |      |      |      |      |      |   |      |
| Sonnenstunden (h/d)   | 3,8  | 4,1  | 5,2  | 6,9  | 8,9  | 10,8 | 11,8 | 10,7 | 8,6  | 6,1  | 4,5  | 3,6  | ⌀ | 7,1  |
|                       |      |      |      |      |      |      |      |      |      |      |      |      |   |      |
| Regentage (d)         | 11   | 11   | 9    | 7    | 4    | 2    | 1    | 2    | 4    | 8    | 11   | 13   | Σ | 83   |
|                       |      |      |      |      |      |      |      |      |      |      |      |      |   |      |
| Wassertemperatur (°C) | 14   | 14   | 14   | 16   | 18   | 21   | 23   | 24   | 23   | 21   | 18   | 16   | ⌀ | 18,5 |
|                       |      |      |      |      |      |      |      |      |      |      |      |      |   |      |
| Luftfeuchtigkeit (%)  | 79   | 76   | 77   | 76   | 75   | 70   | 66   | 68   | 74   | 78   | 80   | 80   | ⌀ | 74,9 |

| 5,1 |

| 5,7 |

| 6,8 |

| 9,3 |

| 12,9 |

| 16,4 |

| 18,3 |

| 18,6 |

| 16,5 |

| 13,4 |

| 9,8 |

| 6,7 |

| 5,1 |

| 5,7 |

| 6,8 |

| 9,3 |

| 12,9 |

| 16,4 |

| 18,3 |

| 18,6 |

| 16,5 |

| 13,4 |

| 9,8 |

| 6,7 |